# CB Hounslow United F.C.
CB Hounslow United FC là một câu lạc bộ bóng đá có trụ sở tại Hounslow, Greater London, Anh. Trực thuộc Middlesex County Football Association, đội bóng hiện thi đấu tại Surrey Elite Intermediate League và có sân nhà ở Green Lane.

## Danh hiệu
- Combined Counties League
  - Nhà vô địch Division One mùa giải 2015–16

## Thống kê
- Thành tích tốt nhất tại FA Cup: Vòng sơ loại đầu tiên mùa giải 2016–17[3]
- Thành tích tốt nhất tại FA Vase: Vòng loại thứ hai các mùa giải 2015–16, 2016–17[3]